# Devèze
Devèze (okzitanisch: Devesa) ist eine französische Gemeinde mit 50 Einwohnern (Stand: 1. Januar 2022) im Département Hautes-Pyrénées in der Region Okzitanien (bis 2015 Midi-Pyrénées). Sie gehört zum Arrondissement Tarbes und zum Gemeindeverband  Pays de Trie et du Magnoac. Die Bewohner werden Devèziens genannt.

## Geografie
Die Gemeinde Devèze liegt am Nordostrand des Plateaus von Lannemezan, etwa 45 Kilometer östlich von Tarbes und 45 Kilometer südlich von Auch. Die 5,14 km² umfassende Gemeinde erstreckt sich im Tal des Cier, eines Nebenflusses des Gers und über die umgebenden Hügelketten. Im Nordosten der Gemeinde wird mit 422 m über dem Meer der höchste Punkt erreicht. Im Norden schlängelt sich der Canal de l’Arrat auf 380 m über Meereshöhe an den Bergflanken entlang. Es handelt sich um einen fast 50 Kilometer langen Stichkanal, der Wasser vom Fluss Neste abzweigt und den Fluss Arrat dotiert, der im Sommer zu wenig Wasser führt. Das Flusstal des Cier bildet eine fruchtbare Ackerbau- und Weidelandschaft. Neben Auwaldresten am Cierufer gibt es große Waldgebiete im Westen und in der Nordosthälfte der Gemeinde. Zu Devèze gehören die Weiler Le Plan, Garrautou, Bouhue, Desprat, Lefèvre, Roucaud, Corraze, Le Dauphin, Arné, Les Bourdettes, Monlong, Terrade und Sabatier. Umgeben wird Devèze von den Nachbargemeinden Betbèze im Norden, Lalanne im Osten, Pouy im Südosten, Villemur im Süden, Monléon-Magnoac im Südwesten sowie Aries-Espénan im Westen.

## Ortsname
Der ursprünglich gaskognische
Name Devesa stammt vom lateinischen defensa ab und heißt übersetzt etwa geschlossene Beweidung. Das Dorf taucht erstmals im Jahr 1383 unter dem lateinischen Namen Devesia in einer Urkunde auf. Der Name entwickelte sich über de Vezia (1405) und Devessia im späteren 15. Jahrhundert  zu Deveze auf einer Cassini-Karte des späten 18. Jahrhunderts, ehe sich ab 1801 die Schreibweise Devèze etablierte, die sich bis heute als dauerhaft erwies.

## Bevölkerungsentwicklung
| Jahr      | 1962 | 1968 | 1975 | 1982 | 1990 | 1999 | 2006 | 2013 | 2021 |
| --------- | ---- | ---- | ---- | ---- | ---- | ---- | ---- | ---- | ---- |
| Einwohner | 80   | 72   | 59   | 53   | 62   | 51   | 56   | 68   | 50   |

Im Jahr 1841 wurde mit 311 Bewohnern die bisher höchste Einwohnerzahl ermittelt. Die Zahlen basieren auf den Daten von cassini.ehess und INSEE.

## Sehenswürdigkeiten

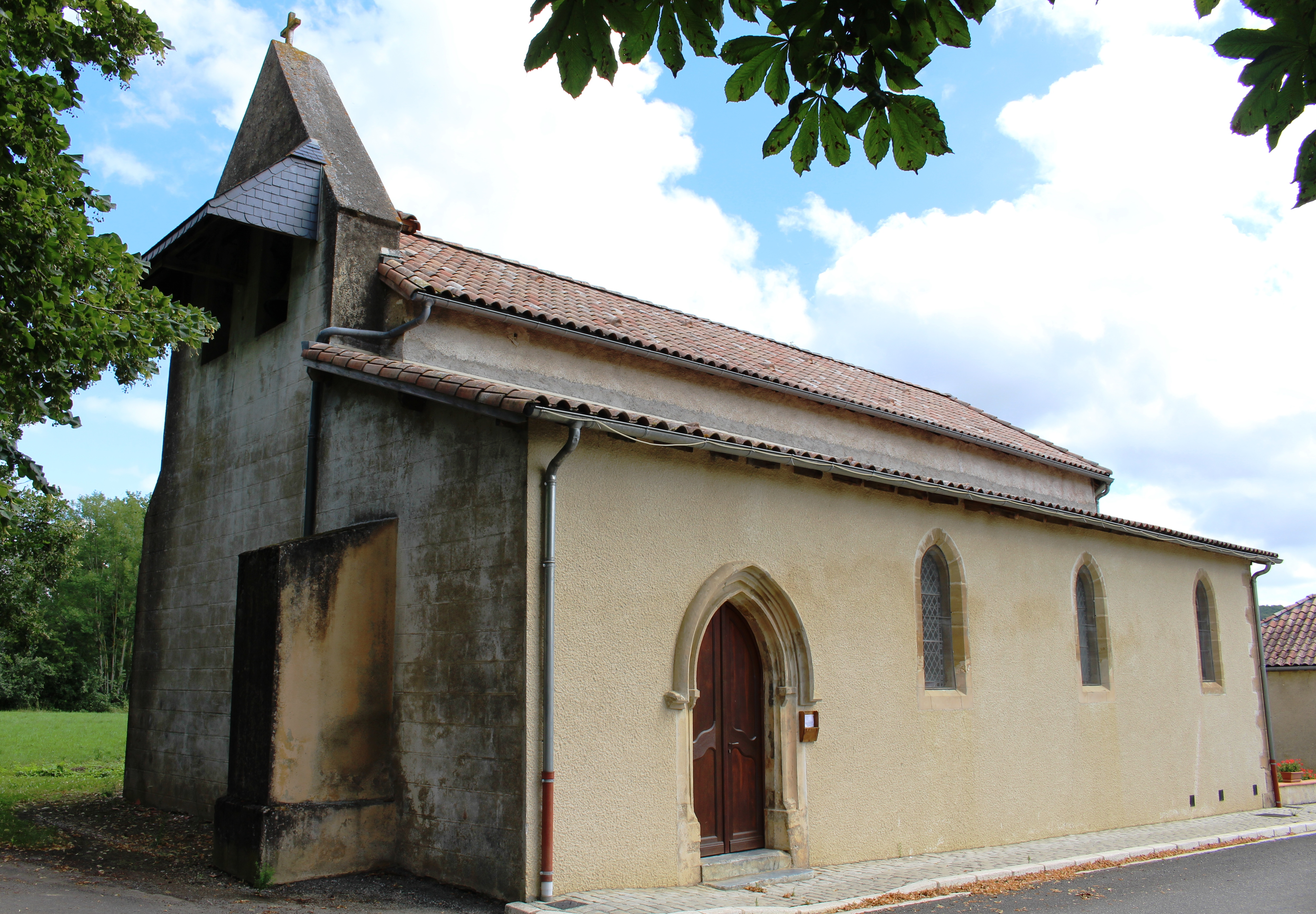
Kirche Saint-Martin
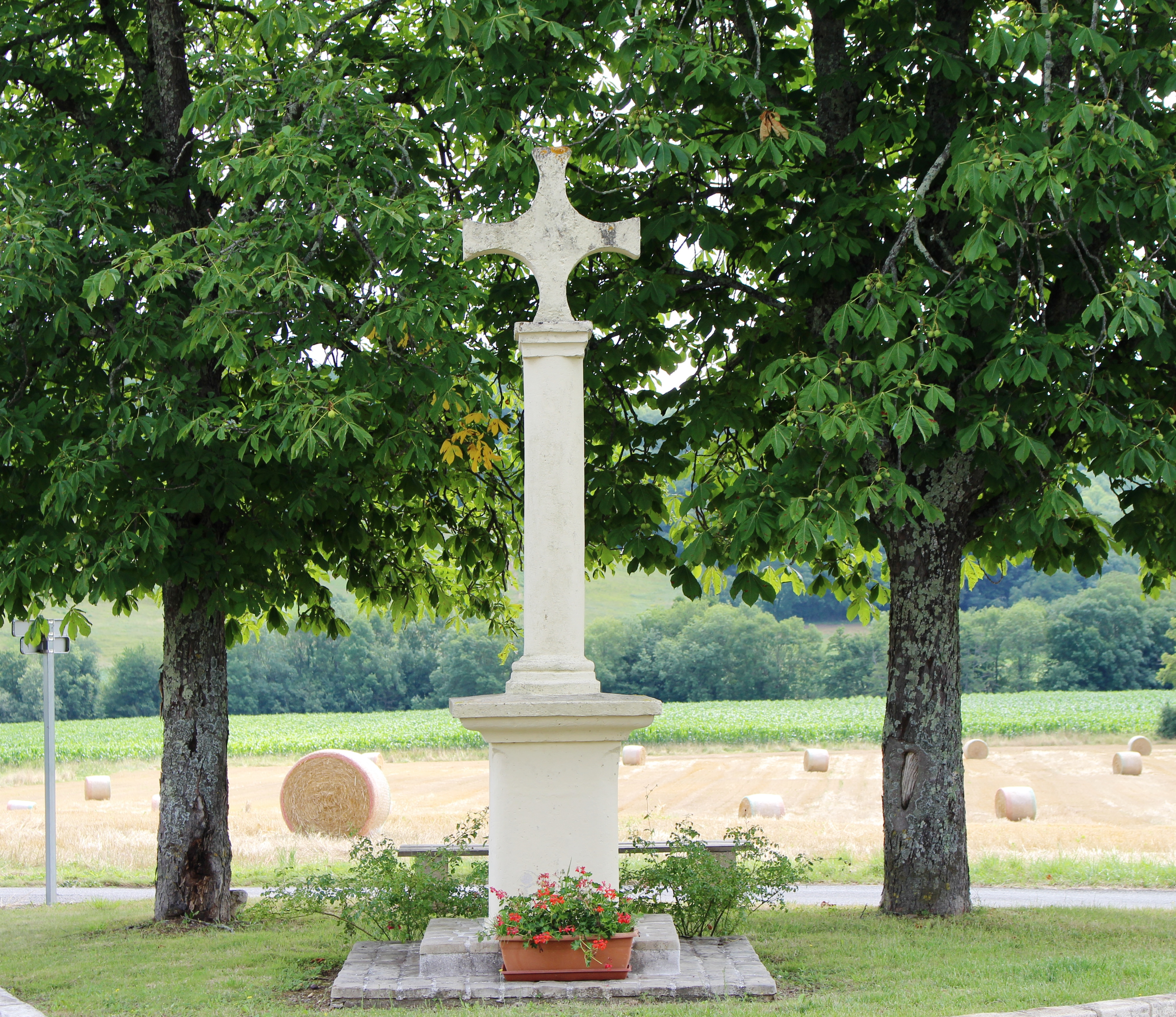
Flurkreuz
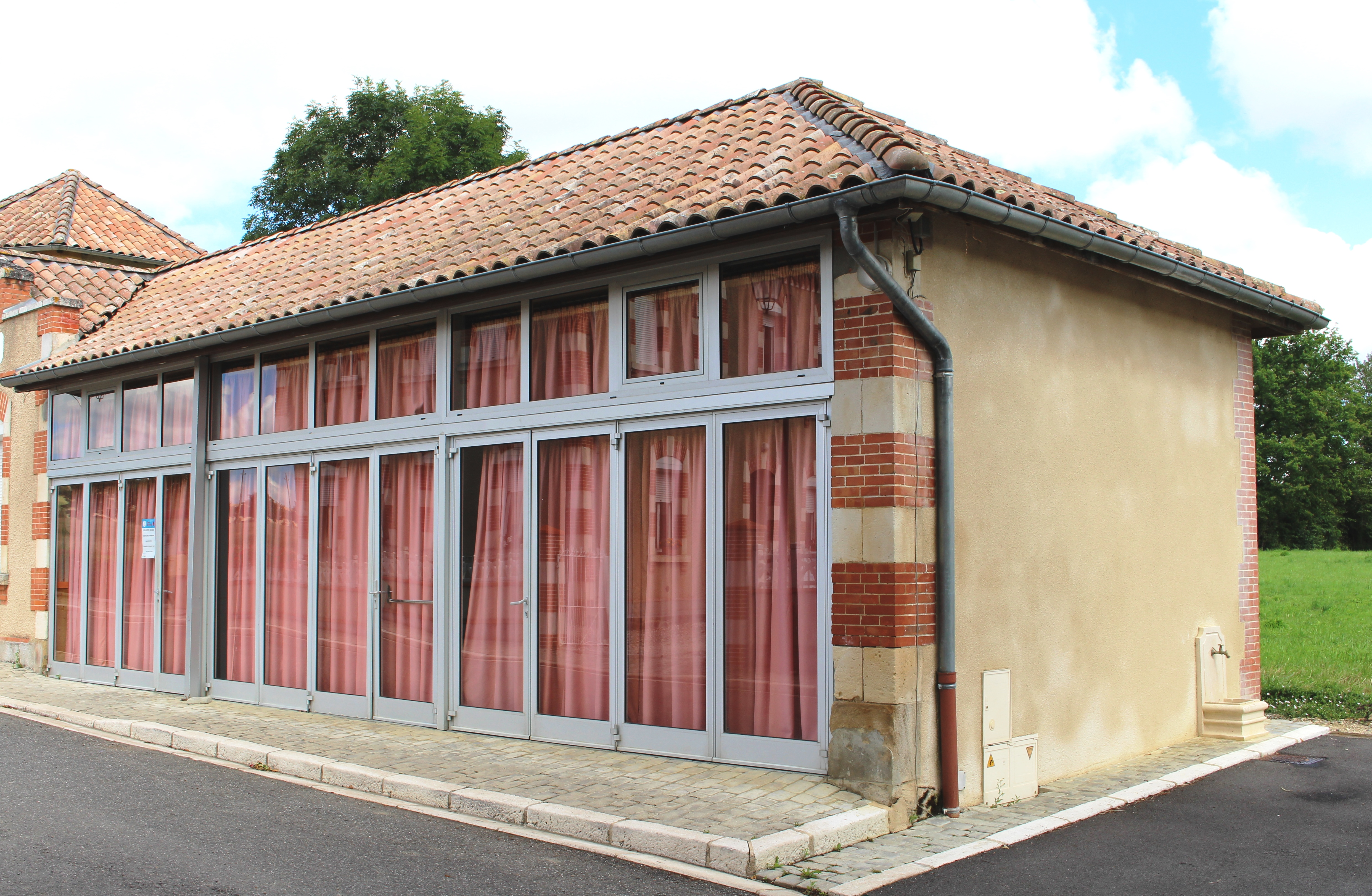
Gemeindefesthalle
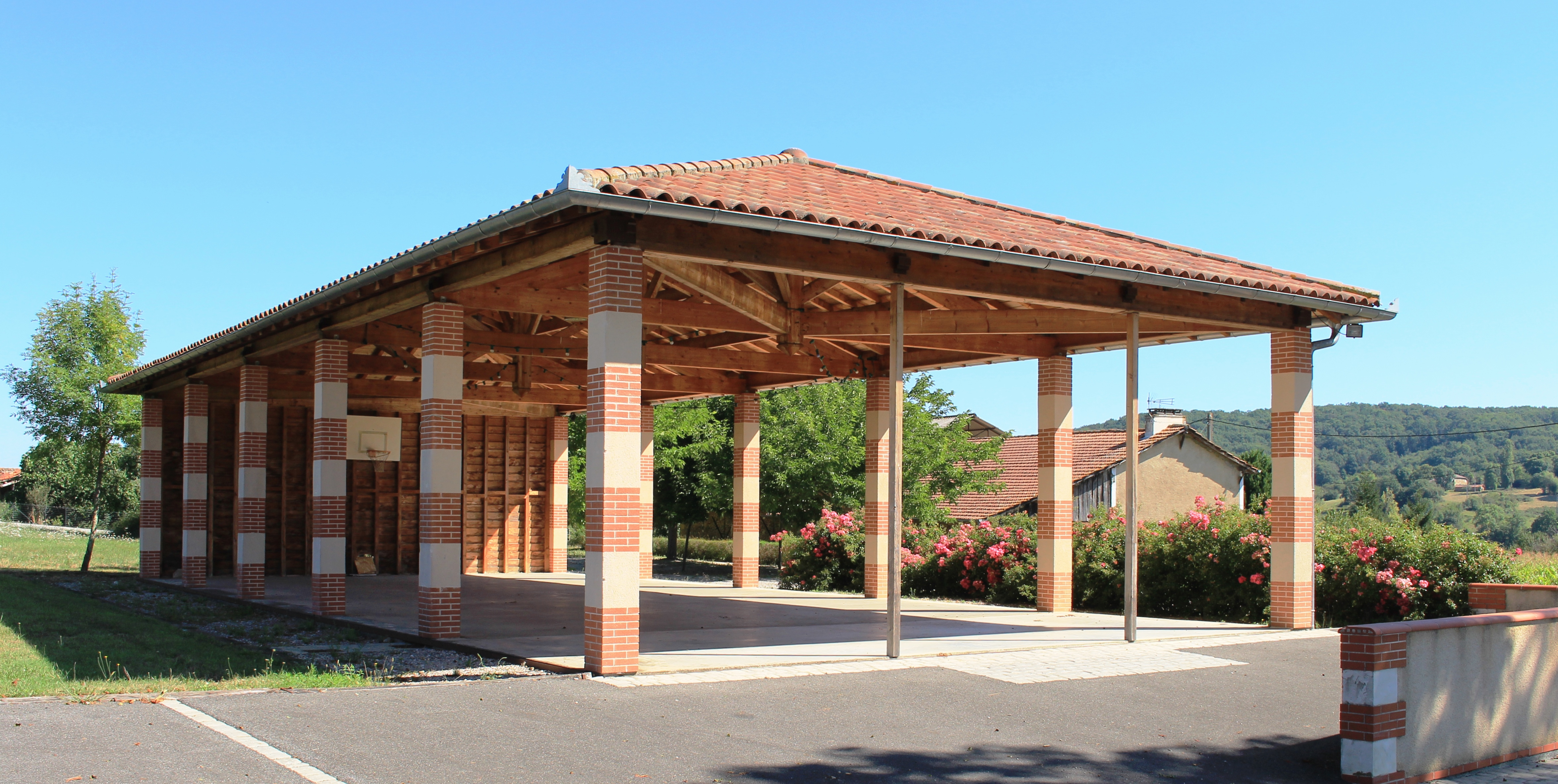
Ehemalige Markthalle
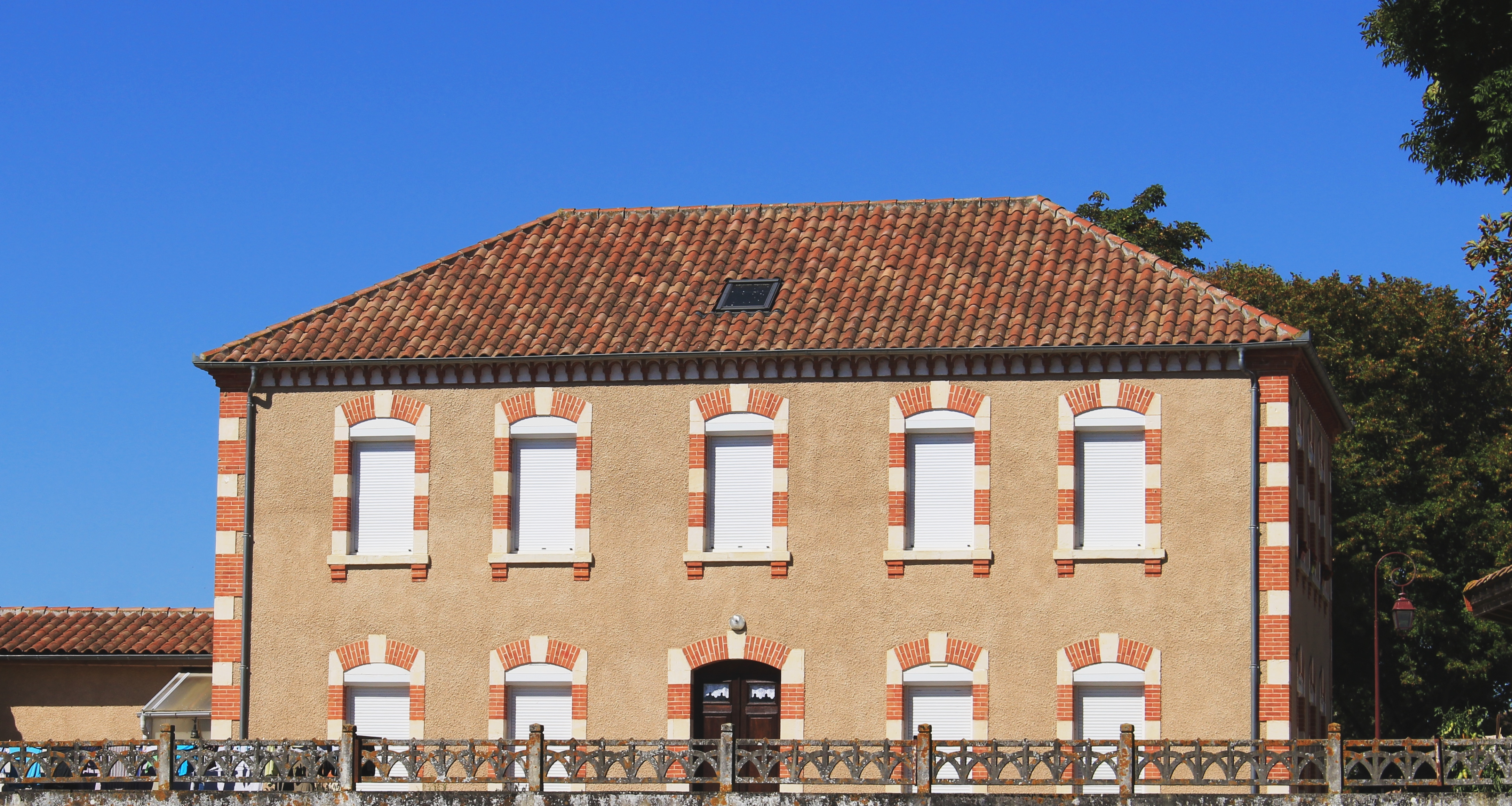
Schule
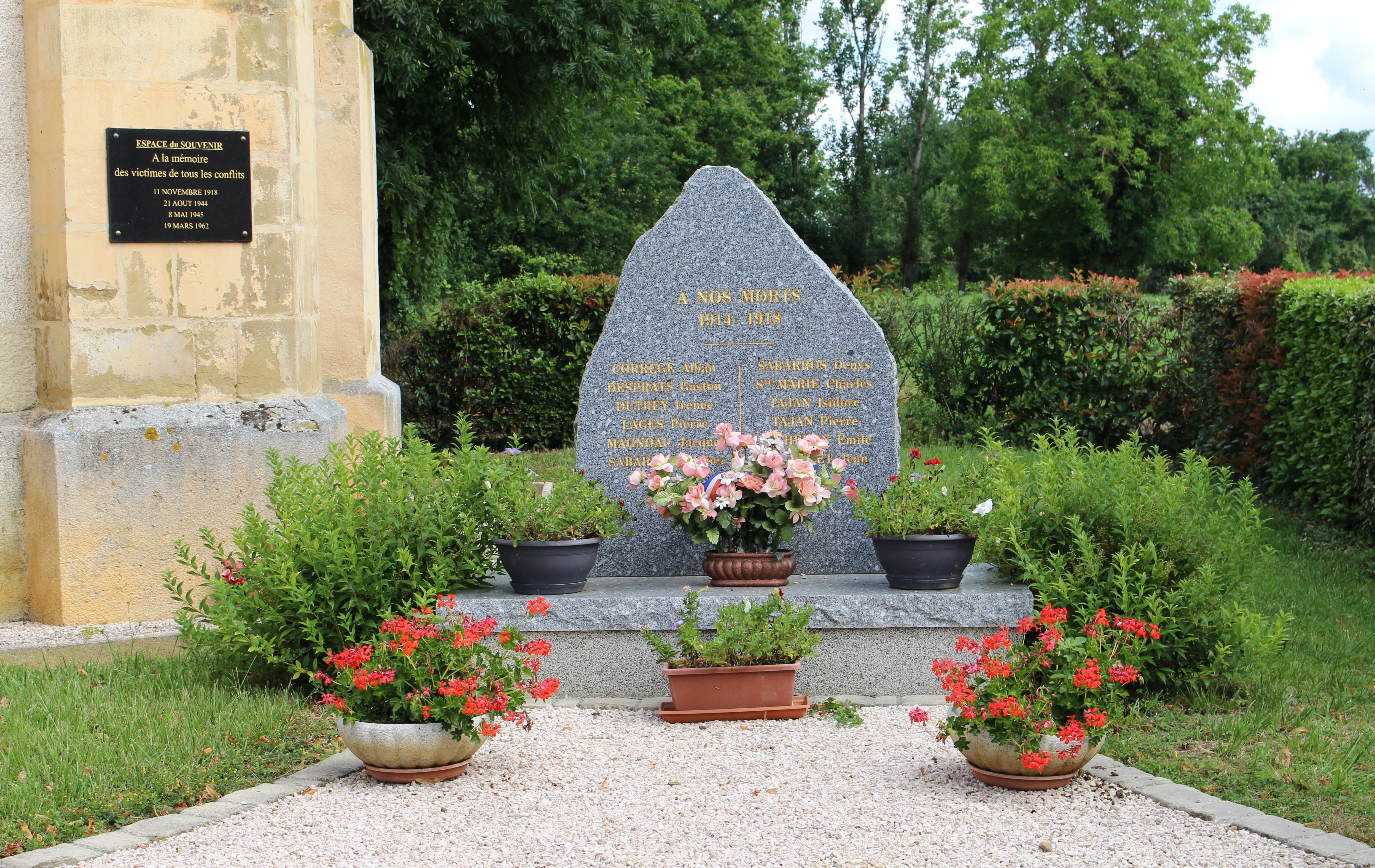
Gefallenendenkmal

- Flurkreuze

- Kirche Saint-Martin
- Flurkreuz
- Gemeindefesthalle
- Ehemalige Markthalle
- Schule
- Gefallenendenkmal

## Wirtschaft und Infrastruktur
In der Gemeinde Devèze sind elf Landwirtschaftsbetriebe ansässig (Getreideanbau, Rinder- und Pferdezucht).
Durch den Norden der Gemeinde Devèze führt die Fernstraße D 632 von Tarbes nach Toulouse. In der 23 Kilometer entfernten Stadt Lannemezan besteht ein Anschluss an die Autoroute A64.

## Belege
1. ↑  Dictionnaire toponymique des communes des Hautes-Pyrénées von Michel Grosclaude und Jean-François Le Nail
2. ↑  Devèze auf cassini.ehess
3. ↑  Devèze auf INSEE
4. ↑  Landwirtschaftsbetriebe auf annuaire-mairie.fr (französisch)